# Ньебла (Испания)
Ньебла (исп. Niebla) — город и муниципалитет в Испании, входит в провинцию Уэльва, в составе автономного сообщества Андалусия. Муниципалитет находится в составе района (комарки) Эль-Кондадо. Занимает площадь 225 км². Население — 4214 человек (на 2010 год). Расстояние — 29 км до административного центра провинции.

## История
Археологические данные свидетельствуют о существовании здесь поселения ещё в классическую эпоху. Находился под властью государства Тартесс. Тартессцы называли город Илипула (Ilípula). Во времена римлян приобрел большое значение и получил латинское название Илипла (лат. Ilipla). Позже город был завоеван вестготами, которые назвали его Элепла (Elepla).
Во время арабского вторжения в Испанию мусульмане отобрали город у вестготов и переименовали его в Леблу (Lebla), испанцы же называли его Ньебла. До середины XIII века Ньебла — центр одноименного княжества (тайфы), которая была присоединена к Кастилии в 1262 году после 9-месячной осады города Альфонсом X. Ряд историков полагает, что эта осада обозначила рождение европейской артиллерии.
В 1369 году король передал Ньеблу как графство в управление своему зятю из рода Гусманов. Представители этого рода развернули большую строительную деятельность. Расцвет Ньеблы при Гусманах продолжался до конца XVI века. В XVII веке город приходит в упадок, а в 1755 году — разрушается Лиссабонским землетрясением.

## Достопримечательности

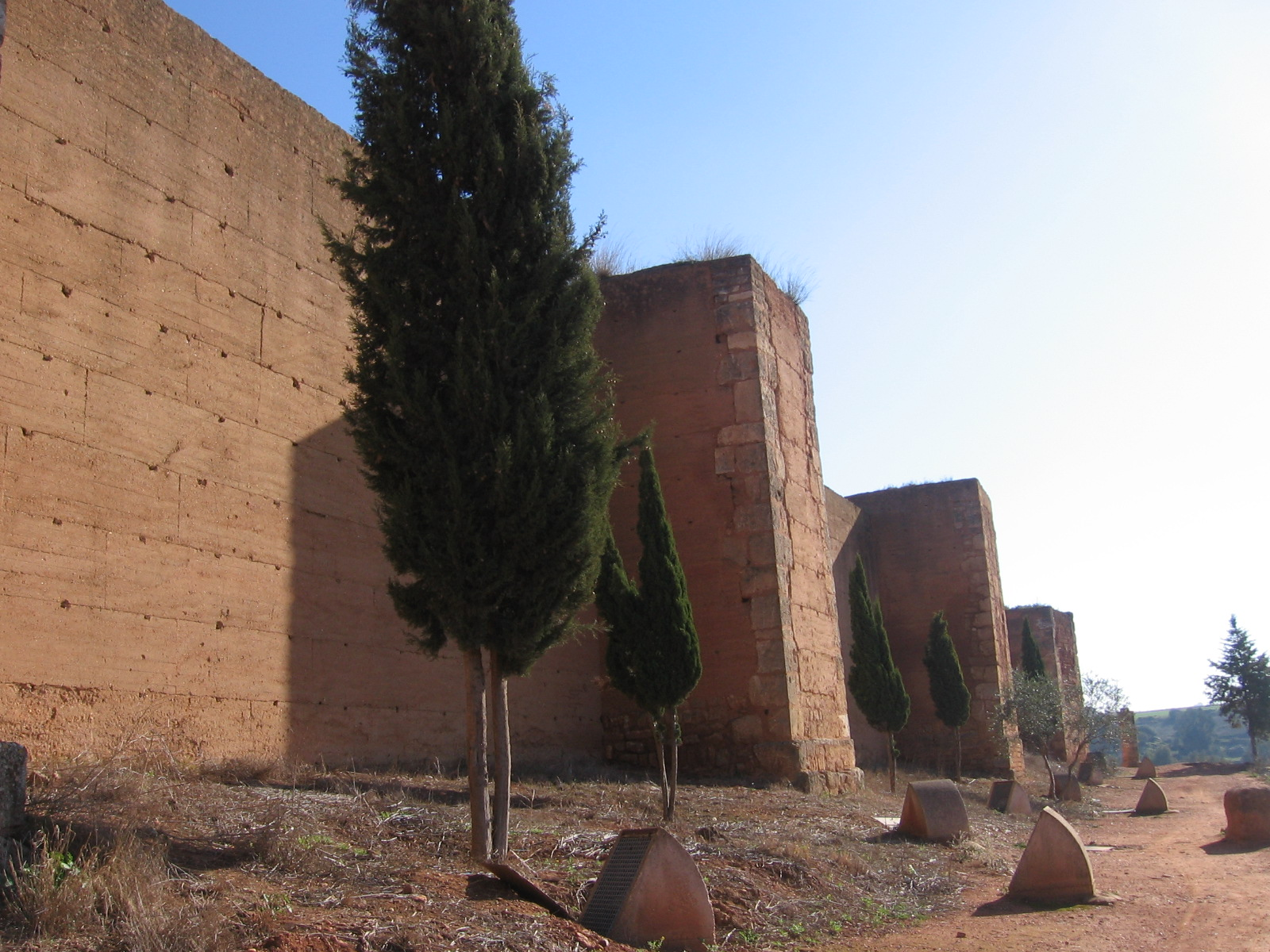
Средневековые стены Ньеблы

Главной городской достопримечательностью являются хорошо сохранившиеся 2,5-километровые стены, воздвигнутые при Альмохадах.

## Население
| Год  | Численность | Численность   |
| ---- | ----------- | ------------- |
| 2001 | 3879        | [ 2 ]         |
| 2002 | 3820        | [ 3 ]         |
| 2003 | 3933        | [ 4 ]         |
| 2004 | 3947        | [ 5 ]         |
| 2005 | 3953        | [ 6 ]         |
| 2006 | 4033        | [ 7 ]         |
| 2007 | 4072        | [ 8 ]         |
| 2008 | 4102        | [ 9 ]         |
| 2009 | 4183        | [ 10 ]        |
| 2010 | 4214        | [ 11 ]        |
| 2011 | 4169        | [ 12 ]        |
| 2012 | 4149        | [ 13 ]        |
| 2013 | 3991        | [ 14 ]        |
| 2014 | 4004        | [ 15 ]        |
| 2015 | 3999        | [ 16 ]        |
| 2016 | 4098        | [ 17 ]        |
| 2017 | 4091        | [ 18 ]        |
| 2018 | 4103        | [ 19 ] [ 20 ] |
| 2019 | 4117        | [ 21 ]        |
| 2020 | 4116        | [ 22 ]        |
| 2021 | 4158        | [ 23 ]        |
| 2022 | 4196        | [ 24 ]        |
| 2023 | 4244        | [ 25 ]        |
| 2024 | 4284        | [ 1 ]         |